# 卡米尔·谢拉兹基
卡米尔·谢拉兹基（波蘭語：Kamil Sieradzki，2002年1月11日—），波兰男子游泳运动员，2021年夏季世界大学生运动会男子100米自由泳、男子200米自由泳和男子4×100米自由泳接力金牌得主、2024年欧洲游泳锦标赛男子4×100米混合泳接力、混合4×100米自由泳接力和混合4×200米自由泳接力银牌得主、2024年世界短池游泳锦标赛男子4×100米自由泳接力铜牌得主。